# D2坦克
D2重型坦克是一款由法國於二戰前期研製，並在二戰中服役的重型戰車。它是D1坦克的繼任者。其最初準備設計成輕型步兵坦克，但是最後卻演變爲了重型坦克。相比D1坦克來說，D2坦克裝甲更厚，馬力更強。

## 歷史
早在1930年代早期，D型坦克還沒有量產時，雷諾公司就被要求研發D系坦克的一種改進型和一種殖民地用版本。最終，改進型號發展成D2坦克，而殖民地用版本發展成D3坦克，而原來的D系坦克原型車則演變爲D1坦克。
第一輛D2坦克的使用鉚接技術的原型車在1932年4月交付使用，這一輛原型車被稱作“雷諾UZ”，它安裝的是雷諾FT-17的炮塔。隨後，法國503坦克團（法語：503e Régiment de Chars de Combat，縮寫503e RCC）對其進行了測試。次年（1933年）11月，又有兩輛使用焊接技術的原型車下線。法軍還利用了這些原型車對汽油機和柴油機進行了比較。最終，D2坦克在1933年12月被法軍接受。第一批共50輛坦克的訂單在1934年1月14日下達。爲了節約成本，這一批D2坦克是在沒有製造模型的情況下生產的。最終，這一批坦克在1936年5月到1937年2月間，陸續交付部隊使用。第二批50輛坦克則剛好在二戰爆發時交付部隊使用。
曾經有計劃準備爲D2坦克裝上尾部支架以提高其跨越戰壕的能力，但是直到1940年夏，製造工作都沒準備好。

## 設計/性能
D2坦克1935年型選用了鑄造的APX-1炮塔配上一門短身管的47mm SA 34戰車炮和一挺7.5毫米同軸機槍。其47mm SA 34坦克炮發射“D”型高爆彈時，炮口初速度可達490米/秒，而發射1932年型穿甲彈時則是480米/秒（僅能在100米距離上擊穿25mm厚的裝甲）。稍晚期的1938年型則是在一門APX-4炮塔上安裝了一門長身管型的47mm SA 35戰車炮。
和許多安裝單人炮塔的坦克一樣，D2坦克的車長負擔過重。他既要指揮駕駛員駕駛，又要操作主炮，又要爲其裝填彈藥，甚至還要操作同軸機槍。比如說，車長在使用觀察塔觀察時發現了目標，他必須先進入炮塔，裝填應使用的彈藥，旋轉炮塔，計算射程之後才能開火。因爲D2坦克在其它國家同時代坦克安裝艙門的地方安裝觀察塔，因此車長就沒法把頭伸出炮塔外，導致視野變差。當D2坦克處於非作戰狀態時，車長常常“騎”在炮塔後部的艙門上。駕駛員和通信兵則坐在車體內。駕駛員坐在左邊，通信兵坐在右邊。駕駛員需要操作安裝在車體中的固定式機槍。

## 服役
D2坦克曾經被分配給法國第十九獨立坦克營和法國第507坦克團。第一批D2坦克在薩拉戰役後，全數退役，並被晚期型的D2坦克所取代。曾經有15輛D2坦克被送往挪威，但是因爲它們不能適應當地的雪地環境，因此又被送回。
法國戰役爆發時，法國第十九獨立坦克營的裝備情況已不容樂觀。在1940年5月，爲了保證一部分坦克能正常運轉，因此，法軍拆除了一部分坦克以獲取零件。當年5月24日，法國第345獨立坦克連和法國只有17輛D2坦克還能正常使用。同一天，這兩個團在亞眠發起了攻勢。但因爲沒有步兵支援，這次攻擊行動失敗了。隨後，剩下的D2坦克因爲缺乏維護或過度使用而陸續損失。法國投降之後，納粹德國擄獲了剩下的21輛D2坦克，但是都沒有將其再次投入使用。
D2坦克的機械可靠性不佳。早在二戰爆發前，戴高樂就已經發現了這一點。在法國戰役中，D2坦克常常因機械故障而損失。另外，安裝短身管型47mm戰車炮的D2坦克 1935年式常常無法擊穿德軍的坦克。

## 改進/衍生型號
- D2坦克 1935年型：D2坦克的初期型號，它在APX-1炮塔上安裝了一門短身管的47mm主炮。其中有兩輛是安裝ER 51電臺的指揮型。[1]
- D2坦克 1938年型：D2坦克的晚期型號，它在APX-4炮塔上安裝了一門火力更強的長身管型47mm主炮。[1]

## 現存的坦克
資料顯示，沒有任何一輛D2坦克保存到了今天。

## 外部連結
- stnylan's musings（页面存档备份，存于）
- Christian Ankerstjerne（页面存档备份，存于）